# Cojedes (država u Venezueli)
Cojedes (španjolski. Estado Cojedes) je jedna od 23 savezne države Venezuele, koja se nalazi na sjeverozapadu zemlje.

## Karakteristike
U Cojedesu živi 323,165 stanovnika na površini od 14,800 km²
Cojedes sa sjevera graniči sa saveznim državama Yaracuy i Carabobo, s istoka s Državom Guárico, s juga s Državom Barinas, sa zapada s Državom Portuguesa i sa sjeverozapada s Državom Larom.
Još od kolonijalnih vremena stočarstvo dominira lokalnom privredom, ali je danas i ratarstvo vrlo važno. Uglavnom se sadi riža, jam, sirak i duhan. Cojedes se uglavnom prostire po ravničarskom Llanosu, tako da mu brda ne prelaze visinu od 210 metara n/m.
Vodotoci mu većinom pripadaju slijevu rijeke Orinoca, to je kraj tropske klime, velikih ekstrema, u kojem tijekom kišne sezone (od svibnja do rujna) padne oko 1270 mm kiše, ali vrlo malo nakon toga. Zbog toga se njegovi stočari često moraju boriti i s poplavama i sa sušama.
Najveći urbani centri su Tinaquillo i San Carlos, koji je i administrativno središte države.

## Vanjske poveznice
- Directorio de Alcaldías del Estado Cojedes na portalu Notilogia (šp.)
- Cojedes na portalu Encyclopedia Britannica (engl.)